# فلاديمير إيفانوف (منافس ألعاب قوى)
فلاديمير إيفانوف هو منافس ألعاب قوى بلغاري، ولد في 23 أبريل 1955.

## وصلات خارجية
- فلاديمير إيفانوف على موقع الاتحاد الدولي لألعاب القوى (الإنجليزية)
- فلاديمير إيفانوف على موقع أوليمبيديا (الإنجليزية)